# توليو روستوس سيكساس بينهيرو
توليو روستوس سيكساس بينهيرو (بالبرتغالية: Túlio Lustosa Seixas Pinheiro‏) (25 أبريل 1976 في برازيليا في البرازيل – )؛ هو لاعب كرة قدم كان يلعب كلاعب وسط.

## وصلات خارجية
- توليو روستوس سيكساس بينهيرو على موقع رابطة كرة القدم اليابانية للمحترفين (اليابانية)
- توليو روستوس سيكساس بينهيرو على موقع قاعدة بيانات كرة القدم.إي يو (الإنجليزية)
- توليو روستوس سيكساس بينهيرو على موقع Soccerway.com (الإنجليزية)
- توليو روستوس سيكساس بينهيرو على موقع عالم كرة القدم.نت (الإنجليزية)